# Albert Spieß
Albert Spiess (* 21. Dezember 1808 in Sankt Georgen am Längsee; † 16. Januar 1855 in Klagenfurt am Wörthersee) war ein österreichischer Werksdirektor und Politiker.

## Leben
Spiess war der Sohn des Oberamtmanns zu St. Georgen am Längsee Philipp Spiess (* 1768) und dessen Ehefrau Katharina geborene Hass (* 1780). Er war römisch-katholischer Konfession und heiratete am 4. November 1846 Amalia Karolina Poßnigg (* 4. November 1824; † 2. April 1896), die Eigentümerin der Gewerkschaft Unterloibl. Aus der Ehe gingen zwei Söhne hervor.
Spiess besuchte die Volksschule und studierte an der Bergakademie Schemnitz/Selmecbànya/Banska Štiavnica, Slowakei. Im Jahr 1836 wurde er Direktor der Mathias Baron von Keller’schen Bleiweißfabrik in St. Veit und 1843 Werkdirektor der Graf Egger’schen Eisen-, Schmelz- und Hammerwerke zu Treibach nebst dem Eisensteinbergbau zu Hüttenberg. Daneben war er Besitzer der Eisengewerke in Unterloibl. 1853 wurde er Mitglied der Kärntner Handels- und Gewerbekammer.
Vom 1. August 1848 bis zum 4. März 1849 war er Abgeordneter im Provisorischen Kärntner Landtag.